# Гориски държавен университет
Гориски държавен университет (на арменски: Գորիսի պետական համալսարանը) е държавен университет в град Горис, област Сюник, Армения. Основан е през 1967 г. като филиал на Арменския държавен педагогически университет, а през 2006 г. става университет. От 2022 г. ректор на университета е Тигран Вандунц.

## История
През 1967 г. в Горис е открит филиал на Арменския държавен педагогически университет, преподаващ физика и математика. В началото на 70-те години ва XX век в него се обучават около 430 студенти. През 1978 г. е построена нова сграда за филиала.
През 1984 г. филиалът преминава към Ереванския политехнически институт (дн. Национален политехнически университет на Армения). През 1989 г. филиалът се оглавява от Юрий Сафарян, който по-късно става първият ректор на Гориския държавен университет.
През 2006 г. филиалът е преобразуван в отделен държавен университет. През учебната 2010/2011 г. в Гориския държавен университет се обучават около 2000 студенти. Университетът осигурява инженерно, педагогическо, естествено, хуманитарно, историческо и юридическо образование.

## Ректори
- 2006 – 2016: Юрий Сафарян[1][3]
- 2016 – 2022: Артуш Гукасян
- от 2022 г.: Тигран Вандунц[2]

## Структура
- Факултет по хуманитарни науки:
  - Катедра по филологически и историко-правни науки;
  - Катедра по чужди езици;
  - Катедра по обща педагогика и специално образование;
  - Отдел по изящни изкуства.
- Факултет по естествено-научни и инженерно-икономически специалности:
  - Катедра по математика и физико-технически науки;
  - Катедра по биология и химия;
  - Катедра по икономика и управление.